# 章美中 (嘉靖辛丑進士)
章美中（1506年—？），字積之，浙江紹興府會稽縣人，軍籍，明朝政治人物。

## 生平
嘉靖十年（1531年）辛卯科浙江鄉試第五十二名舉人。嘉靖二十年（1541年）中式辛丑科會試第二百四十七名，登第二甲第四十六名進士。二十八年官汀州府通判。

## 家族
曾祖章以誠；祖父章文泰；父章浚，母張氏。具庆下。弟章秉中（贡士）。